# یواس‌اس ارکاتا (وای‌تی‌بی-۷۶۸)
یواس‌اس ارکاتا (وای‌تی‌بی-۷۶۸) (به انگلیسی: USS Arcata (YTB-768)) یک کشتی بود که طول آن ۱۰۹ فوت (۳۳ متر) بود. این کشتی در سال ۱۹۶۳ ساخته شد.